# Акстафа (вино)
Акстафа́ — міцне біле марочне вино типу портвейну з винограду сортів Баян Ширей (50%) і Ркацителі (50%), які вирощуються в Агстафинському районі Азербайджану. Виробляється з 1936 року.
Колір янтарно-золотистий, букет фруктовий з легкими медовими тонами. Смак повний, гармонійний, типовий для білих портвейнів. Кондиції вина: спирт 18 % об., цукор 13 г/100 см3, титруєма кислотність 6 г/дм3.
Для вироблення вина виноград збирають при цукристості не нижче 17-18 %, дроблять з гребневідділенням. Виноматеріали готують шляхом настоювання нагрітої мезги, підброжування сусла і подальшого спиртування та витримують три роки. На 1-му році роблять 2-3 відкриті переливання, на 2-му — 2 відкриті, на 3-му — 1-2 закриті.
Станом на 1986 рік вино було удостоєне 4 золотих і 5 срібних медалей.